# Юдіха
Юді́ха (рос. Юдиха) — село у складі Тюменцевського району Алтайського краю, Росія. Адміністративний центр та єдиний населений пункт Юдіхинської сільської ради.

## Населення
Населення — 502 особи (2010; 556 у 2002).
Національний склад (станом на 2002 рік):
- росіяни — 96 %